# 星雀
星雀（学名：Neochmia ruficauda），是梅花雀科星雀属的一种，为澳大利亚的特有种。全球活动范围约为1,230,000平方千米。该物种的保护状况被评为近危。
星雀的平均体重约为11.1克。栖息地包括亚热带或热带的（低地）湿润疏灌丛、灌木为主的湿地、城市、耕地、湿地、灌溉地和湿润的稀树草原。